# Stefan Marinković
Stefan Marinković (Servisch: Стефан Маринковић) (Luzern, 20 februari 1994) is een voormalig betaald voetballer. Hij bezit zowel de Zwitserse als de Servische nationaliteit.

## Clubcarrière

### FC Luzern
De in Luzern geboren Marinković begon zijn carrière in de jeugdopleiding van het Zwitserse FC Luzern. Tijdens zijn periode in de jeugdopleiding van FC Luzern is Marinković op proef geweest bij het Italiaanse Juventus FC en het Engelse Arsenal FC.

### AFC Ajax
Marinković werd in 2011 weggehaald door Ajax bij het Zwitserse FC Luzern. Gedurende het seizoen 2013/14 behoord Marinković tot de selectie van Jong Ajax wie zijn toegetreden tot de Jupiler League. Op 30 augustus 2013 maakte Marinković zijn debuut in het betaald voetbal in de vijfde wedstrijd van Jong Ajax in de Jupiler League thuis tegen Jong FC Twente (2-1 winst).

### FC Inter Turku
Op 31 januari 2014 maakte Marinković zijn officiële debuut voor FC Inter in de League Cup wedstrijd uit tegen TPS die met 4-2 werd gewonnen. Op 13 februari 2014 maakte het Finse FC Inter Turku bekend dat Stefan Marinković overkomt van Ajax en voor 2 jaar heeft tekent.  Op 8 maart 2014 scoorde Marinković zijn eerste officiële doelpunt voor FC Inter in de League Cup wedstrijd thuis tegen HJK Helsinki (3-1 verlies) scoorde Marinković in de 82e minuut het enige doelpunt voor FC Inter.

## Statistieken

### Beloften
| Seizoen | Club      |                    | Competitie     | Competitie | Competitie |
| Seizoen | Club      | Wed.               | Competitie     | Dlp.       |            |
| ------- | --------- | ------------------ | -------------- | ---------- | ---------- |
| 2013/14 | Jong Ajax | Vlag van Nederland | Eerste divisie | 2          | 0          |
| Totaal  | Totaal    | Totaal             | Totaal         | 2          | 0          |

### Senioren
| Seizoen         | Club                     |                    | Competitie      | Competitie | Competitie | Beker | Beker | Internationaal | Internationaal | Overig | Overig | Totaal | Totaal |
| Seizoen         | Club                     | Wed.               | Competitie      | Dlp.       | Wed.       | Dlp.  | Wed.  | Dlp.           | Wed.           | Dlp.   | Wed.   | Dlp.   |        |
| --------------- | ------------------------ | ------------------ | --------------- | ---------- | ---------- | ----- | ----- | -------------- | -------------- | ------ | ------ | ------ | ------ |
| 2014            | FC Inter                 | Vlag van Finland   | Veikkausliiga   | 20         | 0          | 7     | 1     | —              | —              | —      | —      | 27     | 1      |
| Club totaal     | Club totaal              | Club totaal        | Club totaal     | 20         | 0          | 7     | 1     | 0              | 0              | 0      | 0      | 27     | 1      |
| 2014/15         | FK Dukla Banská Bystrica | Vlag van Slowakije | Corgoň Liga     | 4          | 1          | 1     | 0     | —              | —              | —      | —      | 5      | 1      |
| Club totaal     | Club totaal              | Club totaal        | Club totaal     | 4          | 1          | 1     | 0     | 0              | 0              | 0      | 0      | 5      | 1      |
| Carrière totaal | Carrière totaal          | Carrière totaal    | Carrière totaal | 24         | 1          | 8     | 1     | 0              | 0              | 0      | 0      | 32     | 2      |

Bijgewerkt t/m 9 juni 2015

## Erelijst

### MetFC Inter Turku
| Competitie         | Winnaar | Winnaar | Runner-up | Runner-up |
| Competitie         | Aantal  | Jaren   | Aantal    | Jaren     |
| ------------------ | ------- | ------- | --------- | --------- |
| Nationaal          |         |         |           |           |
| Finse voetbalbeker |         |         | 1x        | 2014      |